# Hans Bronsart von Schellendorff

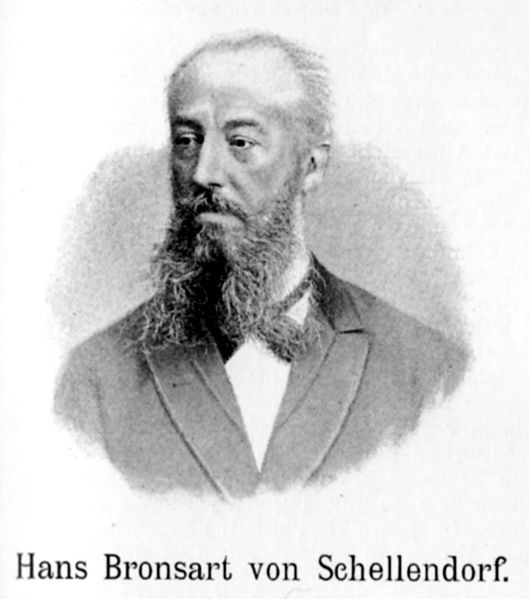
Ritratto di Bronsart von Schellendorff da un libro del 1893.

Hans Bronsart von Schellendorff spesso citato semplicemente come Bronsart e indicato da alcune fonti come Schellendorf con una F, anche se la corretta dizione in tedesco è con la doppia FF, (11 febbraio 1830 – Monaco di Baviera, 3 novembre 1913) è stato un compositore e direttore d'orchestra tedesco.

## Biografia
Nacque in una famiglia di militari prussiani, venne educato all'Università di Berlino e studiò pianoforte con Adolph Jullack. Nel 1853 si trasferì a Weimar dove incontrò Liszt e fece amicizia con tutti i musicisti che frequentavano il circolo del musicista ungherese, e fra questi Hector Berlioz e Johannes Brahms. A dimostrazione della sua profonda amicizia con Liszt è da rilevare il fatto che venne scelto come solista nella prima rappresentazione di Weimar del secondo concerto per pianoforte di Liszt, con il compositore alla direzione dell'orchestra. Quando il concerto venne pubblicato, Liszt lo dedicò a Bronsart. Dopo aver collaborato per diversi anni con Liszt, divenne direttore d'orchestra a Lipsia e Berlino, per assumere poi il posto di direttore generale del Teatro Reale di Hannover per il periodo 1867-1887. Occupò poi una posizione simile a Weimar dal 1887 fino al suo pensionamento nel 1895.
Incontrò la seconda consorte, Ingeborg Bronsart von Schellendorf (nata Ingeborg Lena Starck) (1840–1913), una valevole pianista e compositrice, a Weimar e ivi si sposarono nel 1861.
Bronsart von Schellendorff morì a Monaco di Baviera nel 1913.

## Composizioni principali
- piano trio in Sol minore, opus 1
- piano concerto in Fa diesis minore, opus 10,
- symphony number 1 In die Alpen for choir and orchestra (andata persa)
- symphony number 2 Schicksalsgewalten (andata persa)
- Fruhlings-Fantasie for orchestra
- cantata Christnacht
- opera Der Corsar
- string sextet

Il suo concerto per pianoforte e orchestra, fu molto apprezzato da Hans von Bülow, che lo indicò come "il più importante della cosiddetta scuola di Weimar". Esso è stato registrato da Michael Ponti. 
Sia Bronsart che sua moglie ricevettero molte menzioni nelle lettere di Liszt, segno che il compositore ungherese li teneva in grande considerazione. In una lettera del 12 maggio 1879, a Walter Bache, egli scriveva "Il 5 giugno Bulow dirigerà lì il primo concerto, nel quale verranno eseguiti la bella e preziosa "Fruhlings-Fantasie" di Bronsart, la musica di Bülow per il '"Giulio Cesare" di Shakespeare ed il mio "Faust Symphony"